# Synagoga w Ożarowie
Synagoga w Ożarowie – synagoga znajdująca się w Ożarowie przy ulicy Jana Kochanowskiego 2, na tzw. Tarłowszczyźnie.
Synagoga została zbudowana pod koniec XVIII wieku. Podczas II wojny światowej hitlerowcy zdewastowali synagogę. Po zakończeniu wojny budynek synagogi gruntownie przebudowano na kino, przez co budynek stracił cechy architektury synagogalnej. Wówczas zastąpiono oryginalny dach płaskim, przebudowano, niektóre zamurowano i wykuto nowe okna oraz usunięto portal otaczający drzwi. Wnętrze również gruntownie przebudowano. Obecnie w synagodze znajduje się magazyn i sklep.
W przyszłości gmina Ożarów planuje przekazanie działki wraz z synagogą Gminie Wyznaniowej Żydowskiej w Katowicach, na obszarze której ona się znajduje.
Murowany budynek synagogi wzniesiono na planie prostokąta. Do dziś z oryginalnych elementów zachowały się jedynie podziały elewacji lizenami oraz kilka półkoliście zakończonych okien w ścianie szczytowej.